# Sebastião Ênio Santos de Almeida
Sebastião Ênio Santos de Almeida, mais conhecido como Ênio (Belém, 3 de março de 2001), é um futebolista brasileiro que atua como atacante. Atualmente, joga pelo Juventude.

## Carreira

### Botafogo
Revelado nas categorias de base do Botafogo, Ênio foi promovido ao elenco principal em 2020, participando de 32 partidas, marcando dois gols e fornecendo duas assistências até 2023.

### Empréstimo ao RWD Molenbeek
Em 2022, Ênio foi emprestado ao clube belga RWD Molenbeek, mas não chegou a atuar em partidas oficiais pela equipe principal, jogando apenas na equipe sub-21.

### Amazonas
Em janeiro de 2024, Ênio assinou com o Amazonas, onde disputou 46 jogos ao longo do ano, marcando dois gols e fornecendo quatro assistências. Suas atuações destacadas o tornaram uma peça importante para o clube.

### Juventude
Em dezembro de 2024, Ênio foi anunciado como novo reforço do Juventude para a temporada de 2025, por empréstimo do Amazonas. O jogador se juntou ao elenco em janeiro de 2025, vestindo a camisa número 97. Em março de 2025, o Juventude adquiriu 50% dos direitos econômicos de Ênio, conforme confirmado pelo presidente do Amazonas, Wesley Couto.

## Títulos
Botafogo
- Campeonato Brasileiro Série B: 2021[4]

RWD Molenbeek
- Segunda Divisão Belga: 2022–23[4]

## Suspeita de manipulação de apostas
Em abril de 2025, Ênio tornou-se alvo de investigação após a Associação Internacional de Integridade nas Apostas Esportivas (IBIA) identificar um volume atípico de apostas relacionadas ao cartão amarelo que o jogador recebeu na partida entre Juventude e Vitória, válida pela primeira rodada do Campeonato Brasileiro. O relatório apontou que 111 usuários apostaram aproximadamente R$ 56,7 mil no evento específico, sendo que a maioria das contas havia sido criada recentemente, o que levantou suspeitas de possível manipulação de resultados em apostas esportivas.
Em resposta às acusações, Ênio publicou uma nota em suas redes sociais negando qualquer envolvimento em práticas ilícitas. O jogador afirmou que sempre manteve uma conduta ética ao longo de sua carreira e que jamais se associou a indivíduos ou grupos envolvidos em atividades desonestas. Além disso, disponibilizou vídeos do lance em questão, alegando ter sofrido uma falta não marcada e que sua reação resultou no cartão amarelo.
O Juventude, após analisar a situação e ouvir as explicações do atleta, optou por reintegrá-lo ao elenco principal, destacando a importância do direito à presunção de inocência e comprometendo-se a colaborar com as investigações em andamento.
No entanto, em maio de 2025, Ênio voltou a ser suspeito de manipulação de apostas após receber um cartão amarelo na partida contra o Fortaleza, pela quarta rodada do Campeonato Brasileiro. Casas de apostas relataram um volume incomum de apostas para que o jogador fosse advertido na partida, o que ocorreu aos 39 minutos do primeiro tempo, após o atacante dar uma entrada por trás em Lucas Sasha no meio-campo. Algumas casas de apostas identificaram a possibilidade de fraude na véspera da partida e proibiram a aposta no cartão amarelo de Ênio.
Diante da reincidência dos fatos, o Ministério Público do Rio Grande do Sul deflagrou, em 20 de maio de 2025, a "Operação Totonero", cumprindo mandados de busca e apreensão na residência de Ênio, em Caxias do Sul, e no estádio Alfredo Jaconi, no armário de uso pessoal do jogador. Foram recolhidos celulares, um notebook e documentos que poderiam estar relacionados ao esquema de apostas.
Segundo informações do Ministério Público, a operação foi realizada como parte de uma força-tarefa conjunta entre o MP-RS, a CBF e autoridades internacionais de combate à manipulação de resultados. Ênio estaria em um grupo de jogadores monitorados por possível envolvimento em um esquema coordenado por intermediários ligados a casas de apostas estrangeiras.
Em nota oficial, o Juventude informou ter conhecimento da operação do GAECO e afirmou que colaborou fornecendo os acessos necessários para a ação tanto no estádio Alfredo Jaconi quanto no centro de treinamento do clube. O clube reiterou seu compromisso com a integridade e a transparência, e continuou à disposição das autoridades para colaborar com o que for necessário.
O caso ganhou ampla repercussão nacional e impulsionou o debate sobre a regulamentação das apostas esportivas no Brasil. No Congresso Nacional, parlamentares retomaram a discussão de projetos de lei que propõem maior fiscalização sobre plataformas de apostas e penas mais duras para atletas envolvidos em fraudes esportivas.